# Tomoka Tsuchihashi
Tomoka Tsuchihashi (jap. 土橋 智花, Tsuchihashi Tomoka; * 12. Juni 1995 in Morioka) ist eine japanische Sprinterin.
Beim Leichtathletik-Continentalcup 2014 in Marrakesch wurde sie mit dem asiatisch-pazifischen Team Dritte in der 4-mal-100-Meter-Staffel.
Ihre persönliche Bestzeit über 100 m von 11,90 s stellte sie am 19. Oktober 2014 in Nagasaki auf. 
Tsuchihashi studiert (2015) Sporterziehung an der pädagogischen Fakultät der Universität Iwate.